# Ландсгемайнде
Ландсгемайнде (нем. Landsgemeinde) — форма принятия политических решений, исторически существующая в Швейцарии. На данный момент сохраняется только в двух кантонах: Аппенцелль-Иннерродене и Гларус. Представляет собой ежегодное собрание всех жителей, имеющих право голоса, на главной площади для обсуждения и голосования по вопросам местного значения, таких как избрание правительства.

## Сущность

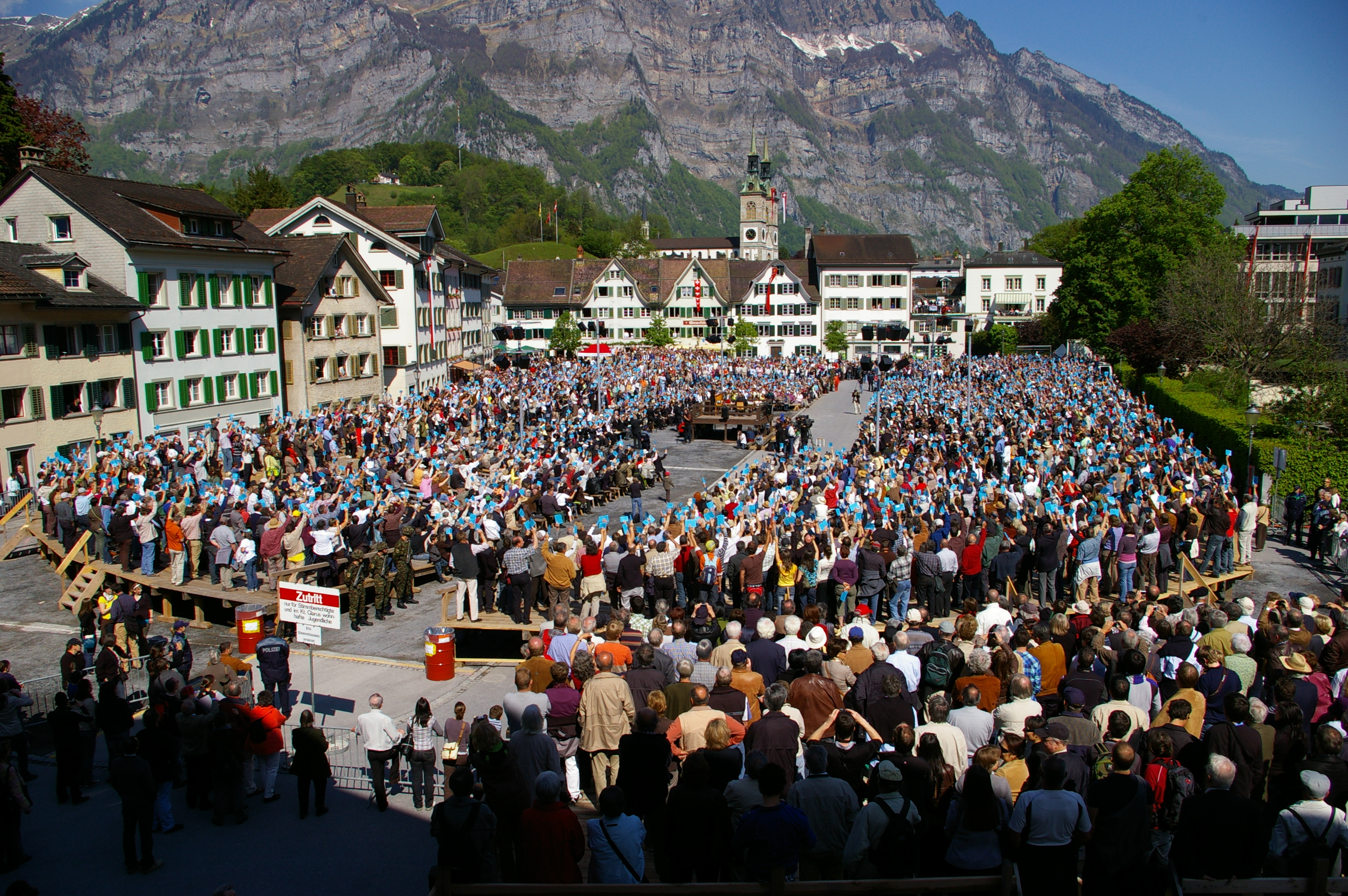
Ландсгемайнде в Гларусе, 2009 год

В настоящее время ландсгермайнде ежегодно проходит в двух кантонах Швейцарии. Жители кантона, достигшие 18 лет, собираются на площади. После церемонии открытия собравшиеся обсуждают вопросы местного значения, а также голосуют за принятие или непринятие вынесенных предложений. Таким же образом избирается правительство кантона.
Голосование производится поднятием правой руки. Таким образом, голосование во время ландсгемайнде не является тайным. В случае, когда однозначно результат голосования определить затруднительно, специальная комиссия считает голоса избирателей вручную.